# Brutalovechamp
Brutalovechamp ist ein Jazzalbum von Brandon Seabrook’s Epic Proportions. Die im Juni 2022 im Strange Weather Studio, Brooklyn, entstandenen Aufnahmen erschienen am 26. Mai 2023 auf Pyroclastic Records.

## Hintergrund
Der Gitarrist Brandon Seabrook hat bereits seit einiger Zeit als eine Säule des fruchtbaren Brooklyner DIY-Avantgarde-Undergrounds etabliert, notierte Brad Cohan, der gleichen Szene, in der auch improvisierende Gitarristen wie Mary Halvorson, Ava Mendoza und Marc Ribot verankert sind. Während sich jeder dieser Visionäre seine eigene, einzigartige Nische herausgearbeitet habe, die sich aus Formen des jazzzentrierten Idioms ableitet, besetze Seabrook ganz eigene Klangwelten, definiert durch seinen Umfang der Beherrschung seiner Instrumente, der Intensität seiner „Hypergeschwindigkeit“ und seiner eigenwilligen Anschlagstechnik auf Gitarre und Banjo. Mit einem Wort: Seabrook zerfetzt. Alben wie „In the Swarm“ von seinem Trio mit Cooper-Moore und Gerald Cleaver (2021) und „Convulsionaries“ von seiner Streichergruppe mit Henry Fraser und Daniel Levin (2018) „sind taktweise vollgestopfte Facetten, die Seabrooks Daseinsberechtigung demonstrieren: den Hörer mit Gewalt zu überwältigen Unterwerfung mit extremer Körperlichkeit“.
Zu Brandon Seabrooks Oktett Epic Proportions, mit er das Album Brutalovechamp einspielte, gehören die Percussionistin und Sängerin Nava Dunkelman, die Cellistin Marika Hughes, die Bassisten Eivind Opsvik und Henry Fraser, der Elektronikmusiker und Sänger Chuck Bettis, John McCowen an Klarinetten und Blockflöten sowie Sam Ospovat an Schlagzeug, Vibraphon und Percussion. Das ungewöhnlich instrumentierte Ensemble entstand aus dem Sextett „Die Trommel Fatale“, das 2017 ein selbstbetiteltes Album veröffentlicht hatte.
Zu seiner Musik sagte Seabrook: „Viel Musik, die ich höre, beinhaltet Lyrik und Raum auf so viele Arten. Alles von Mahler über Bob Dylan bis Joni Mitchell. In meiner Musik ging es immer um Schock, Dichte und Körperlichkeit, sehr sprunghaft mit viel Jump-Cutting. Mit brutalovechamp wollte ich die Dinge verlangsamen und öffnen.“
Das Frontcover enthält Details von John Chamberlains Skulpturen Toobucktim (1987) und Ludwig’s Lust (1992).

## Titelliste

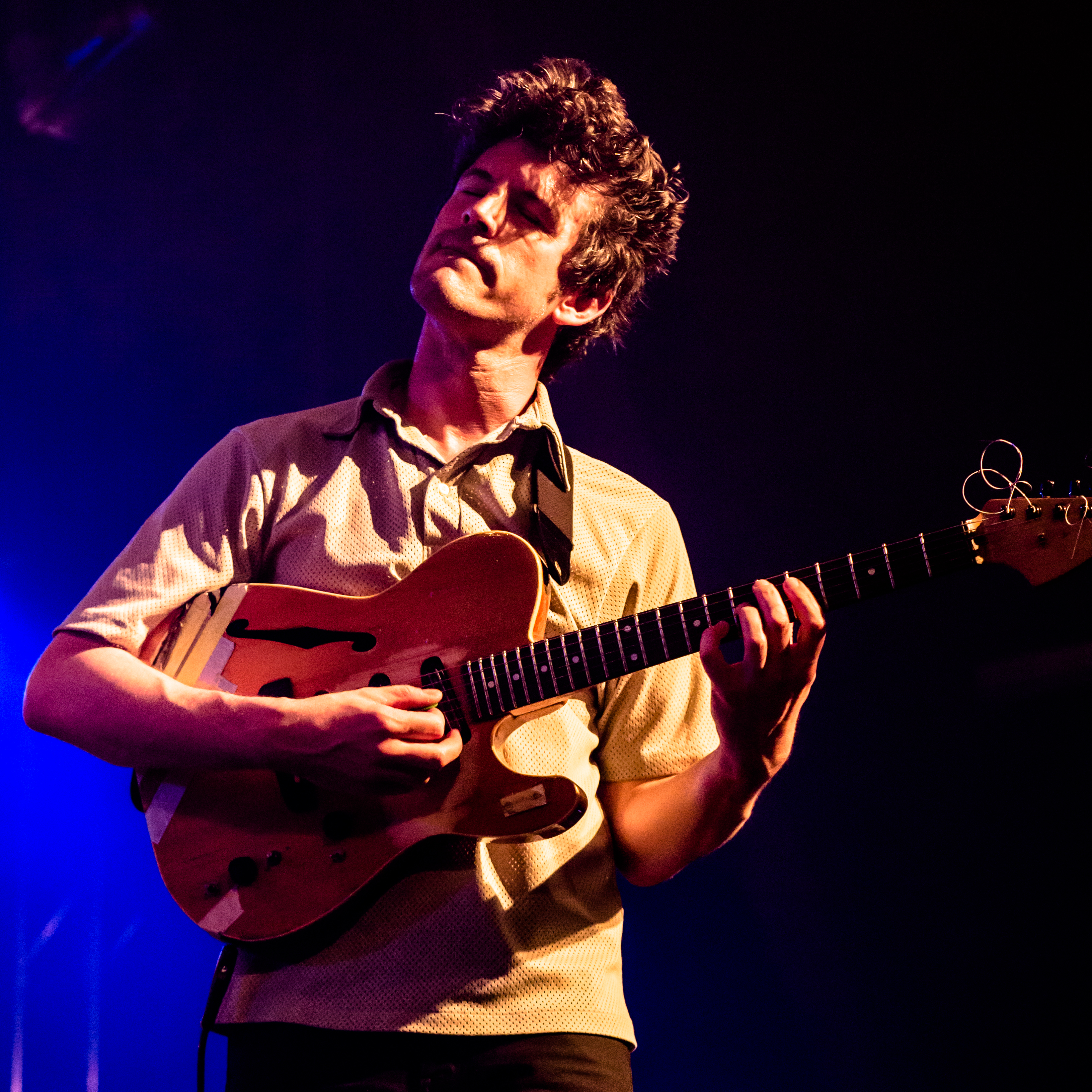
Brandon Seabrook beim Moers Festival 2015

- Brandon Seabrook’s Epic Proportions: Brutalovechamp (Pyroclastic Records)

1. brutalovechamp 10:33
2. I Wanna Be Chlorophylled I: Corpus Conductor 8:20
3. I Wanna Be Chlorophylled II: Thermal Rinse 9:08
4. The Perils of Self-Betterment 4:28
5. From Lucid to Ludicrous 7:26
6. Gutbucket Asylum 3:16
7. Libidinal Bouquets 10:09
8. Compassion Montage 4:38

Die Kompositionen stammen von Brandon Seabrook.

## Rezeption
Wenn man auf der Suche nach Lyrik ist, sei dies ein unwahrscheinlicher Ausgangspunkt, meinte Jim Hynes (Making a Scene). Wenn man jedoch auf der Suche nach einer aufregenden Fahrt sei, sollte man einsteigen. Nur wirklich abenteuerlustige und aufgeschlossene Musikhörer könnten die holprige Fahrt des Gitarristen und Banjoisten Brandon Seabrook, dessen Musik sich an den Grenzen bewege, zu schätzen wissen, nicht unbedingt verstehen oder gar befürworten, aber bereit sein, sie auf sich zu nehmen. Es handelt sich um eine Mischung aus Punk, Jazz, Pop und Metal, die manchmal so dissonant oder unerklärlich ist, dass die Schüchternen schnell woanders Zuflucht suchen, während die Neugierigen am Rande ihrer Stühle sitzen. Interessant sei, dass Pyroclastic genauso als kreatives und Free-Jazz-Label gelte wie Seabrook als Künstler.

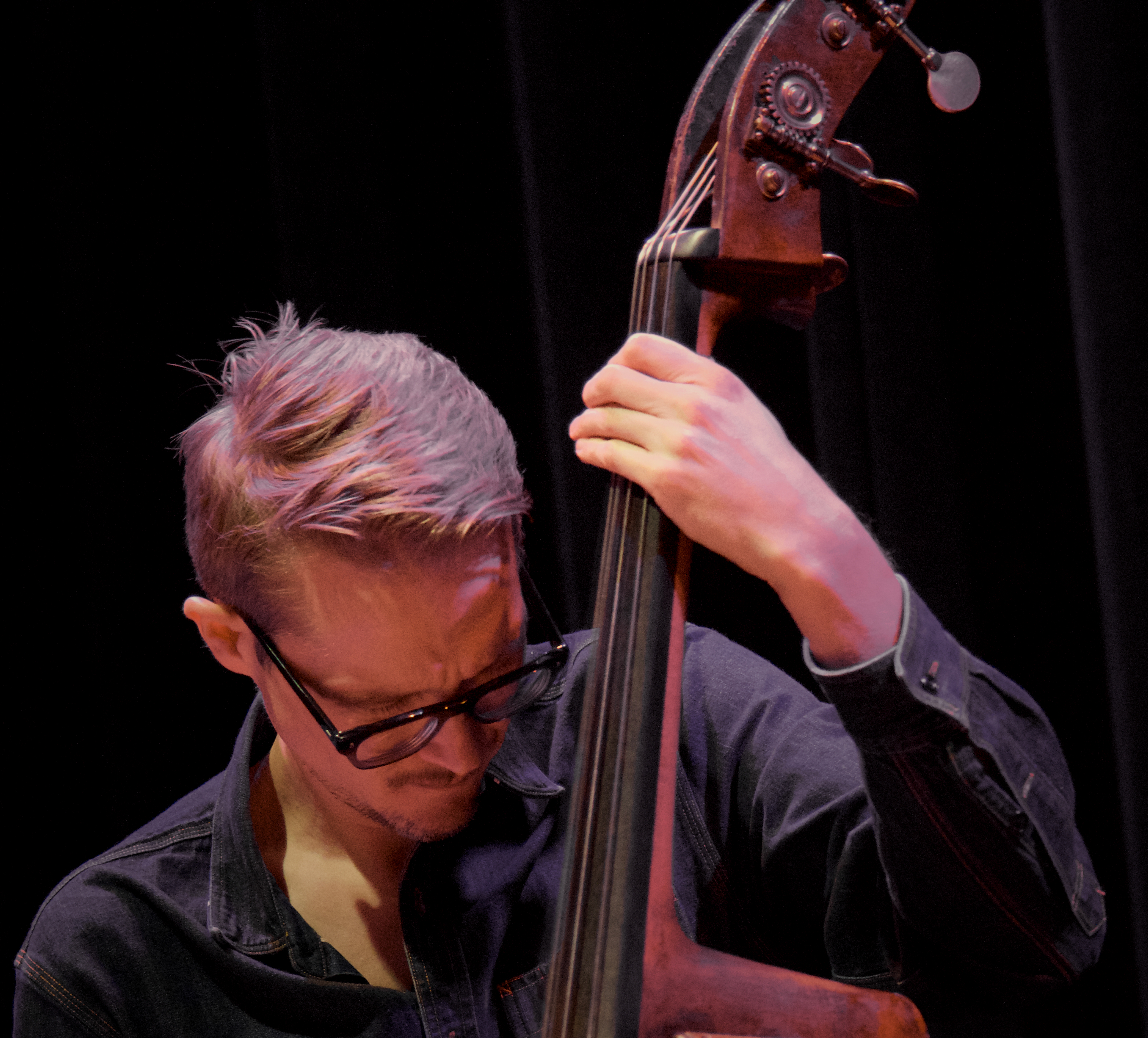
Eivind Opsvik mit dem Nate Wooley Quintet, Tivoli Vredenburg Utrecht 2016

brutalovechamp strahlt Energie mit plätschernder Intensität aus und ist Seabrooks Bestätigung als talentierter Komponist. Dies ist eine Arbeit konzentrierten Engagements und Ehrgeizes, hieß es in JazzTrail.
Brutalovechamp bestätigt Seabrooks grenzüberschreitende, produktive Sensibilität, schrieb Brad Cohan in Daily Bandcamp. Er würde damit beweisen, dass er seine unverkennbaren, unbändigen Gitarrensounds und Riffs zurückdrehen kann und einen deutlich subtileren Ansatz bevorzugt – zumindest relativ. Denn tatsächlich behält er bei einigen Stücken auf dem Album das verstümmelte Gitarrenchaos bei, für das Seabrook berüchtigt ist. Aber man könne es wohl auch als sein bisher fokussiertestes, melodischstes und kompaktestes Werk bezeichnen und eines, das ein Hörerlebnis biete, das purer Hochgefühl und zutiefst meditativer Natur sei – was zum großen Teil seiner Gruppe Epic Proportions zu verdanken ist, die dabei helfe, seine Vision zu verwirklichen. Das neu entdeckte Gefühl für Geduld und Raum lade dazu ein, alle feinen Details und das jenseitige Idiom von Seabrooks Gitarrenzauberei in sich aufzunehmen.